# Eternity (película de 2016)
Eternity (en francés: Éternité, estilizada como ĒTERNITĒ; en vietnamita: Vĩnh cửu) es una película francesa de romance y drama escrita y dirigida por Trần Anh Hùng, y basada en la novela L'Élégance des veuves («The Elegance of Widows») de Alice Ferney.
La película tiene lugar hace más de un siglo atrás, y sigue a dos generaciones de personajes. El reparto encabezado por Audrey Tautou, Bérénice Bejo y Mélanie Laurent como el foco de cada período de tiempo, junto con Jérémie Renier, Pierre Deladonchamps e Irène Jacob. Tran Nu Yen Khe, la esposa del director, sirvió como la narradora y directora de arte de la película.

## Reparto
- Audrey Tautou como Valentine.
- Bérénice Bejo como Gabrielle.
- Mélanie Laurent como Mathilde.
- Jérémie Renier como Henri.
- Pierre Deladonchamps como Charles.
- Irène Jacob como la madre de Gabrielle.
- Valérie Stroh como la madre de Mathilde.
- Arieh Worthalter como Jules.
- Philippine Leroy-Beaulieu como la madre de Valentine.
- Tran Nu Yen Khe como la narradora.